# Маргис, Рудольф
Ру́дольф Ма́ргис (нем. Rudolf Margies (Margis); 25 февраля 1884, Пархау — 31 мая 1937, Москва) — деятель Коммунистической партии Германии (КПГ), сотрудник Военного аппарата КПГ. Политэмигрант. Жертва политического террора в СССР.

## Биография
Родился 25 февраля 1884 года в Пархау (нем. Parchau), округ Йерихов (нем. Jerichow), Пруссия. Окончил начальную школу. По профессии плотник.
С 1904 года — член Союза мелких торговых служащих (нем. Verband Deutscher Handlungsgehilfen (VDH)) и Социал-демократической партии Германии (СДПГ). До 1914 года неоднократно приговаривался к тюремному заключению за имущественные преступления и нанесение тяжких телесных повреждений. Участник Первой мировой войны. После окончания войны жил в Бохуме. Во время Ноябрьской революции 1918 года стал членом Независимой социал-демократической партии Германии (НСДПГ). В 1920 году перешёл в Коммунистическую партию Германии. В связи с участием в мартовских беспорядках 1921 года Маргису было предъявлено обвинение в грабежах и насильственных действиях по освобождению задержанных полицией, содержался под стражей до лета 1923 года. В ноябре 1923 года во время митинга КПГ в районе рынка Мольтке (нем. Moltkemarkt) в Бохуме застрелил полицейского, после чего бежал из Бохума.
Являлся сотрудником Военного аппарата (нем. Militär-Politischen Apparat) КПГ. На процессе «германского ЧК» в Лейпциге за соучастие в убийстве члена КПГ и информатора полиции Йоханна Рауша (нем. Johann Rausch) был приговорён 22 апреля 1925 года Государственным судом по защите Республики (нем. Staatsgerichtshof zum Schutze der Republik) к 15 годам тюремного заключения. Приговор подвергся резкой критике со стороны КПГ, судебный процесс активно освещался в советской печати. По оценке КПГ являлся политическим заключённым, в печатных изданиях КПГ Маргиса представляли как героя и революционного борца. Отбывая наказание по делу «германского ЧК», в феврале 1926 года был приговорён к 11 годам тюремного заключения за убийство полицейского и покушение на двух других служащих полиции в ноябре 1923 года на митинге КПГ в Бохуме; общий срок наказания по совокупности преступлений составил 15 лет.
В августе 1928 году была предпринята неудачная попытка побега из тюрьмы в Бохуме.
На 12-й партийной конференции КПГ в 1929 году Маргис был избран в почётный президиум, в феврале 1930 года — в почётный президиум съезда революционной профсоюзной оппозиции Берлин-Бранденбургского округа. Освобождён по амнистии в октябре 1930 года, по случаю освобождения Маргиса КПГ устроило торжественное мероприятие в Эссене. После освобождения работал в немецкой коммунистической благотворительной организации Rote Hilfe Deutschlands.
В 1931 году эмигрировал в СССР, поступил в Международную Ленинскую школу в Москве (по другим сведениям, учился в Военном училище Коминтерна). Вступил в ряды ВКП(б), подал ходатайство на получение советского гражданства. Входил в состав делегации германских рабочих на III Всесоюзном съезде Международной организации помощи борцам революции (МОПР) (1931), выступил с речью на съезде. Был в дружеских отношениях с Максом Гёльцем.
Работал на студии «Рот-Фронт» «Межрабпомфильма», в 1936 году — преподавателем немецкого языка в Московском областном комбинате иностранных языков. Сыграл роль крестьянина Бюклера в кинофильме «Борцы» (1936), в годы «большого террора» бо́льшая часть членов съёмочной группы подверглась репрессиям.
Арестован 4 ноября 1936 года. Приговорён 31 мая 1937 года Военной коллегией Верховного суда СССР (ВКВС) к ВМН за участие в антисоветской троцкистской террористической организации Гёльца-Волленберга, якобы готовившей покушение на Димитрова. В тот же день расстрелян. Место захоронения — Москва, Донское кладбище, могила 1.
Реабилитирован 21 мая 1959 года определением ВКВС СССР.

### Семья
- жена — Станислава Маргис (нем. Stanislawa Margies (урожд. нем. Lochowitz), 1881—?), арестована в 1937 году, осуждена по политическим мотивам к ИТЛ, пропала в лагере[1];
  - сын — Рудольф Рудольфович Маргис (1917—1937), работал токарем-револьверщиком на трансформаторном заводе Московского электрокомбината, арестован 10 сентября 1937 года, приговорён Комиссией НКВД и прокурора СССР 1 ноября 1937 года за недоносительство на отца-контрреволюционера и по обвинению в шпионаже к ВМН, расстрелян 3 ноября 1937 года, реабилитирован в сентябре 1989 года[34][36][37][38].

## Фильмография
- 1936 — Борцы — крестьянин Бюклер

## Комментарии
1. ↑  В ряде источниках ошибочно указывается место рождения Пархим (нем. Parchim)[1].
2. ↑  VDH — предшественник германских профсоюзных объединений.
3. ↑  28 апреля 1937 года был лишён немецкого гражданства[35].